# Island Park (Nova York)
Island Park és una població dels Estats Units a l'estat de Nova York. Segons el cens del 2000 tenia 4.732 habitants.

## Demografia
Segons el cens del 2000, Island Park tenia 4.732 habitants, 1.685 habitatges, i 1.199 famílies. La densitat de població era de 4.937,9 habitants/km².
Dels 1.685 habitatges en un 33% hi vivien nens de menys de 18 anys, en un 51,3% hi vivien parelles casades, en un 13,9% dones solteres, i en un 28,8% no eren unitats familiars. En el 23,3% dels habitatges hi vivien persones soles el 9,6% de les quals corresponia a persones de 65 anys o més que vivien soles. El nombre mitjà de persones vivint en cada habitatge era de 2,69 i el nombre mitjà de persones que vivien en cada família era de 3,17.
Per edats la població es repartia de la següent manera: un 22,7% tenia menys de 18 anys, un 7,1% entre 18 i 24, un 33,6% entre 25 i 44, un 23,2% de 45 a 60 i un 13,4% 65 anys o més.
L'edat mediana era de 37 anys. Per cada 100 dones de 18 o més anys hi havia 87,9 homes.
La renda mediana per habitatge era de 57.813 $ i la renda mediana per família de 63.864 $. Els homes tenien una renda mediana de 42.432 $ mentre que les dones 29.593 $. La renda per capita de la població era de 22.116 $. Entorn del 4,5% de les famílies i el 8,1% de la població estaven per davall del llindar de pobresa.